# Dangris
Dangris a.m.b.a. er et dansk leverandørselskab indenfor handel og transport af grise. Virksomheden har ca. 125 andelshavere, som årligt leverer 1,1 mio. grise til danske slagterier. Selskabet blev oprindeligt etableret i 1978 under navnet Tican a.m.b.a., som drev Tican-slagteriet i Thisted. Selskabet har fortsat hovedkvarter i Thisted og de leverer i dag grise til Tican Fresh Meat. I 2023 blev der åbnet op så selskabet også fik mulighed for at levere grise til Danepork.